# Eccidio di San Giacomo Roncole
L'eccidio di San Giacomo Roncole fu una strage nazifascista compiuta il 30 settembre 1944 a San Giacomo Roncole, frazione del comune di Mirandola in provincia di Modena, nel corso della quale furono uccisi per rappresaglia sei partigiani cattolici della Brigata Italia.
La strage di San Giacomo Roncole costituisce un simbolo della resistenza cattolica modenese e dell'antifascismo democratico-cristiano.
Insieme all'eccidio di San Martino Spino e all'eccidio di Mirandola, fu una delle più cruente stragi nazifasciste compiute nel territorio della bassa modenese.

## Antefatti

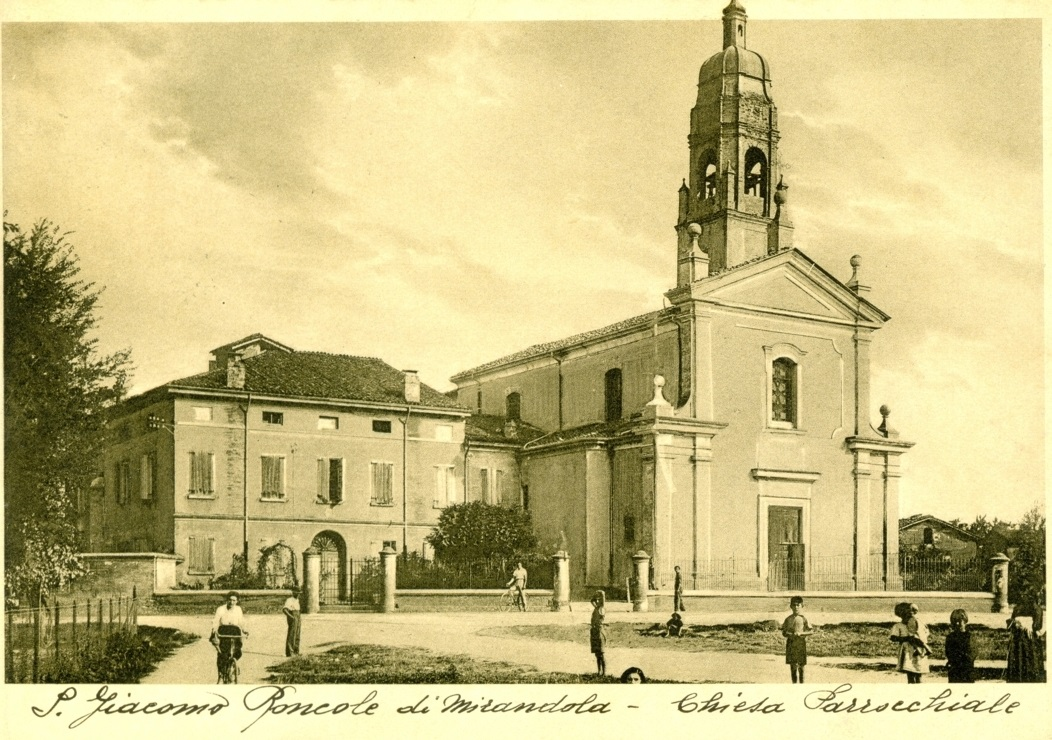
La canonica e la chiesa di San Giacomo Roncole

Alla fine di settembre del 1944, mentre la Resistenza stava approntando i preparativi di un'insurrezione generale al fine della liberazione dell'Emilia, i nazifascisti effettuarono molte azioni di polizia militare per scovare ed eliminare i partigiani emiliani.
A seguito della delazione sotto tortura dell'ex staffetta partigiana Walter Tassi, vennero arrestati alcuni partigiani cattolici appartenenti alla Brigata Italia: Enea Zanoli "Spartaco" e Luciano Minelli di Modena, il maestro Alfeo Martini, Adriano Barbieri di Medolla, Nives Barbieri "Massa" di San Giacomo Roncole, Viero Bertolani di Modena e tre sacerdoti (don Arrigo Beccari, don Ennio Tardini e don Ivo Silingardi). Dopo l'arresto furono inizialmente portati al comando tedesco a Villa Santi di Campiglio (Vignola) e sottoposti a incessanti torture e interrogatori, tanto che Viero Bertolani perse l'udito a un orecchio: per questo motivo decise di fuggire e il 29 settembre si lanciò da una finestra, riuscendo a salvarsi. In seguito venne unito al gruppo anche il carpigiano Giuseppe Campana, di appena 16 anni, e vennero trasferiti alla casa del fascio di Mirandola. I tre sacerdoti furono invece incarcerati a Bologna: don Tardini venne liberato il 28 novembre 1944, mentre gli altri due dovettero aspettare fino alla liberazione di Modena (22 aprile 1945), nel cui carcere di Sant'Eufemia erano stati trasferiti pochi giorni prima.

## La strage

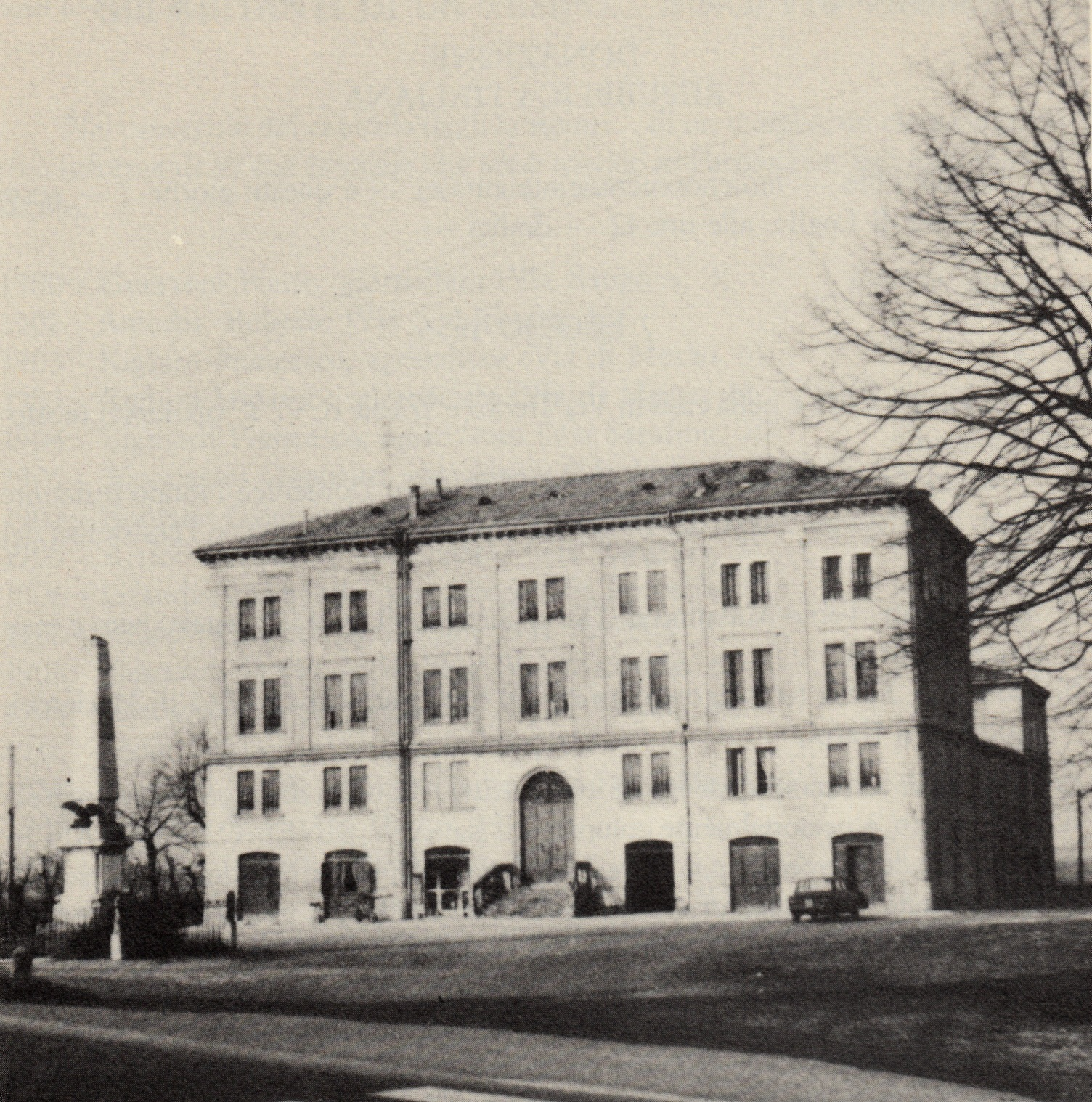
Il "casinone" di San Giacomo Roncole

Il 29 settembre 1944 una squadra di partigiani uccise due soldati tedeschi a San Giacomo Roncole, vicino a Mirandola, nel tentativo di impossessarsi delle armi.
Appena appresa la notizia di quanto avvenuto, gli ufficiali nazisti pretesero un'immediata rappresaglia da compiersi con la pubblica impiccagione di sei italiani. La Brigata Nera di Mirandola, guidata da Antonio Nespoli e Vincenzo Falanga, prelevò allora i sei ostaggi detenuti presso la casa del fascio e li condusse a San Giacomo Roncole, nello spiazzo posto davanti alla chiesa e al cosiddetto "casinone". Il podestà di Mirandola, Alberto Paltrinieri, protestò invano per questa rappresaglia.
Il luogo non fu scelto a caso, in quanto luogo simbolo della resistenza cattolica modenese e dell'opera di don Zeno Saltini, fondatore dell'Opera dei Piccoli Apostoli e ostile nei confronti del regime nazifascista, tanto da essere costretto all'esilio in Italia centrale.
I sei giovani partigiani (tra cui Giuseppe Campana, di appena 16 anni), appartenenti al movimento democristiano e cresciuti con don Zeno, furono impiccati a sei pali della luce posti lungo la Strada Statale 12; i loro cadaveri vennero lasciati appesi per due giorni, fino al 2 ottobre, per intimidire i seguaci e i parrocchiani di don Zeno Saltini.

## Vittime
- Adriano Barbieri, nato a Medolla il 15 agosto 1925
- Nives Barbieri "Massa", nato a Finale Emilia il 20 maggio 1926
- Giuseppe Campana "Cesare", nato a Correggio il 19 marzo 1928
- Alfeo Martini, nato a Concordia sulla Secchia il 12 marzo 1907
- Luciano Minelli, nato a Modena il 16 giugno 1925
- Enea Zanoli "Spartaco", nato a Modena il 7 dicembre 1919

## Memoria
Giuseppe Campana, Alfeo Martini, Luciano Minelli ed Enea Zanoli sono stati insigniti della Medaglia d'argento al valor militare alla memoria.
Nel piazzale del Casinone di San Giacomo Roncole è stato realizzato un memoriale che ricorda la strage nazifascista, mentre in ognuno dei punto in cui furono allestiti i patiboli è presente una targa con il nome della vittima.

In un cippo posto all'interno di un giardino privato vicino alla canonica vi è questa iscrizione: 